# Itzing
Itzing is een plaats in de Duitse gemeente Monheim, deelstaat Beieren, en telt 253 inwoners (2006).